# Павел Минчев
Павел Марков Минчев е български учен, работил в областта на магнитохидродинамиката.

## Биография
Роден е на 21 май 1935 г. в с. Старо Железаре, Пловдивска област, в семейство на учители. В периода 1949 – 1953 учи във Втора мъжка гимназия в София, а от 1953 до 1958 г. следва електроинженерство в Държавната политехника в София. В периода 1962 – 1966 г. следва задочна аспирантура, докато е на работа в Слаботоковия завод „Климент Ворошилов“. След завършването ѝ защитава дисертация, получава научната степен „кандидат на техническите науки“ и започва работа като научен сътрудник в Института по металознание и технология на металите (ИМТМ) към БАН. През 1974 г. специализира в Импириъл Колидж в Лондон при проф. Ерик Р. Лейтуейт. През 1995 г. защитава докторска дисертация в Българската академия на науките, където е професор до пенсионирането си през 2011 г. В периода 1986 – 1991 е научен секретар на ИМТМ към БАН с директор Академик Ангел Балевски. 

## Научно-развойна дейност
Автор е на редица научни статии и патенти, публикувани у нас и в чужбина. Той е ръководител на колектива от ИМТМ на БАН изобретил, патентирал и разработил магнитно-хидродинамичната помпа ДжетМаг за автоматично и бързо запояване на колекторните комутатори на електрически двигатели. Помпата „ДжетМаг“ е конструирана, произвеждана и демонстрирана от проф. Минчев и неговия колектив на много от големите високотехнологични изложби и панаири по света, включително в САЩ, Русия, Япония, Канада, Великобритания, Франция, Израел, Австралия и др., а продажби са реализирани в повече от 40 държави. Бил е член на редколегията на водещата конференция на IEEE по моделиране на електромагнитни полета CompuMag. 

## Награди, признание и памет
Павел Минчев е лауреат на Димитровска награда за наука през 1986 г. (Указ № 2030 на Държавния съвет на НРБ от 17 юни 1986 г.), носител на орден „Кирил и Методий“ I степен (Указ № 1645 на Държавния съвет на НРБ от 22 май 1985 г.), орден „Народна република България“ I степен (Указ № 1010 на Държавния съвет на НРБ от 28 март 1986 г.), както и на други отличия и награди. Почетен изобретател на Патентното ведомство на Република България, вписан в Златната книга на българските изобретатели. Умира на 25 декември 2015 г. в София и е погребан в Софийските централни гробища.